# Mistrzostwa Europy w Wioślarstwie 1926
28. Mistrzostwa Europy w Wioślarstwie odbyły się w dniach 4–6 września 1926 r. w szwajcarskiej Lucernie (po raz 2. w historii). Zawodnicy rywalizowali w 7 konkurencjach wioślarskich na pobliskim Jeziorze Czterech Kantonów. 

## Medaliści
| Konkurencja                 | Złoto | Srebro | Brąz | Źródło |
| --------------------------- | --- | --- | --- | ------ |
| M1x (jedynka)               | Josef Schneider | Béla Szendey | Fernand Vintens | [ 2 ]  |
| M2x (dwójka podwójna)       | Szwajcaria Rudolf Bosshard · Maurice Rieder | Włochy Michelangelo Bernasconi · Alessandro de Col | Belgia Edmond van Parys · Adolphe Schnaphauf | [ 3 ]  |
| M2- (dwójka bez sternika)   | Szwajcaria Alois Reinhard · Willy Siegenthaler | Włochy Jean Cipollina · Massimo Ballestrero | Holandia Hein van Suylekom · Carel van Wankum | [ 4 ]  |
| M2+ (dwójka ze sternikiem)  | Szwajcaria Edouard Schädeli · Willy Müller · Fernand Eggenschwyler (sternik)                                                                         | Włochy Pier Luigi Vestrini · Renzo Vestrini · Cesare Milani (sternik)                                                                                                | Holandia J.H.A. Langen van den Valk · H.S. de Vries · Tjong (sternik)                                                                                                | [ 5 ]  |
| M4- (czwórka bez sternika)  | Szwajcaria Alois Reinhard · Otto Bühlmann · Kaspar Zimmermann · Willy Siegenthaler                                                                   | Holandia B.C.M. van Ogtrop · Roelof Hommema · Egbertus Waller · P.A. Kroesen                                                                                         | Portugalia Mário Fernandes Garcia · Francisco Westwoad Leotte · José Augusto Cardoso Leitas · Samuel de Moraes Sarmento Martino                                      | [ 6 ]  |
| M4+ (czwórka ze sternikiem) | Włochy Antonio Ghiardello · Mario Ghiardello · Giovanni-Battista Pastine · Andrea Ghiardello · Ugo Giangrande (sternik)                              | Szwajcaria Karl Schöchlin · Hans Schöchlin · Paul Käser · Wilhelm Wippermann · Theophil Mosimann (sternik)                                                           | Polska Franciszek Bronikowski · Leon Birkholc · Mieczysław Figurski · Franciszek Janik · Franciszek Brzeziński (sternik)                                             | [ 7 ]  |
| M8+ (ósemka)                | Holandia Hans Kruyt · Teun Beijnen · F.M. Joseph · Appel Ooiman · A. van Asgum · J.B. Bosscher · Tjallie James · K.J. Stigter · M.O. Davis (sternik) | Włochy Vincenzo Fabiano · Francesco Fabiano · Angelo Olgeni · Gildo Foco · Terenzio Catullo · Giuseppe Camuffo · Aldo Olgeni · Aldo Bettini · Gino Bettini (sternik) | Belgia Robert Swartelé · Maurice Swartelé · Theo Wambeke · Alphonse de Wette · J. van Parys · Hippolyte Schouppe · C. de Jonghe · Jean Bauwens · G. Nachez (sternik) | [ 8 ]  |

## Klasyfikacja medalowa
| Miejsce | Reprezentacja | Złoto | Srebro | Brąz | Razem |
| ------- | ------------- | ----- | ------ | ---- | ----- |
| 1.      | Szwajcaria    | 5     | 1      | 0    | 6     |
| 2.      | Włochy        | 1     | 4      | 0    | 5     |
| 3.      | Holandia      | 1     | 1      | 2    | 4     |
| 4.      | Węgry         | 0     | 1      | 0    | 1     |
| 5.      | Belgia        | 0     | 0      | 3    | 3     |
| 6.      | Polska        | 0     | 0      | 1    | 1     |
| 6.      | Portugalia    | 0     | 0      | 1    | 1     |
| Razem   | Razem         | 7     | 7      | 7    | 21    |